# Windows Live Mesh
Windows Live Mesh, ehemals Microsoft Live Sync, war ein Programm von Microsoft Windows Live, das es bis zum 13. Februar 2013 ermöglichte, Dateien und Programmeinstellungen zwischen mehreren Endgeräten zu synchronisieren, sowie Remoteverbindungen zwischen diesen aufzubauen.
Es gab zwei Arten, um Dateien zu synchronisieren. 
Bei der Online-Synchronisation müssen alle Computer eingeschaltet sein. 
Bei der Offline-Synchronisation werden die Dateien mithilfe des synchronisierten Speichers aktuell gehalten. Der synchronisierte Speicher bietet zusätzlich zu den 7 GB des normalen SkyDrives nochmal 5 GB. Allerdings kann man nur diese 5 GB zur Synchronisation mittels Mesh verwenden. Die 7 GB stehen hierfür nicht zur Verfügung. Bei dieser Art der Synchronisierung muss immer nur ein Computer eingeschaltet sein. 
Mesh überprüft, ob sich in dem überwachten Ordner am Computer neuere Dateien als im synchronisierten Speicher befinden. Sollte das der Fall sein, ersetzt die neue Version die alte. Erkennt Mesh jedoch, dass die Version im überwachten Ordner älter ist als die im Online-Speicher, wird die neue Version heruntergeladen und ersetzt nun ihrerseits die Version am Computer. 
Abgesehen von Dateien gibt es auch noch die Möglichkeit, die Programmeinstellungen von Microsoft Office sowie des Internet Explorers synchronisieren zu lassen. Beim Internet Explorer werden die Favoriten synchronisiert, bei Microsoft Office Stile, Vorlagen, benutzerdefinierte Wörterbücher und E-Mail-Signaturen. 
Außerdem kann man mithilfe des Programms Remoteverbindungen zwischen zwei Computern aufbauen. Hierzu müssen beide Computer eingeschaltet sein und Mesh muss ausgeführt werden. 
Die kostenlose Software ist sowohl für Windows als auch für Mac erhältlich.
Windows Live Mesh wurde am 13. Februar 2013 von Microsoft eingestellt. Als Ersatz soll der Microsoft Dienst SkyDrive dienen. SkyDrive wurde wegen eines Rechtsstreites mit dem britischen TV-Konzern BSkyB am 19. Februar 2014 in Microsoft OneDrive umbenannt. BSkyB hatte eine Markenrechtsklage eingereicht und vor einem britischen Gericht Mitte 2013 gewonnen. Weitere juristische Schritte wollte Microsoft nicht unternehmen und hat stattdessen den Dienst umbenannt.